# Django il bastardo
Django il bastardo è un film italiano del 1969 diretto da Sergio Garrone. È un western all'italiana, e come tanti film coevi ha come protagonista un personaggio di nome Django per sfruttare il successo dell'omonimo film di Sergio Corbucci.

## Trama
Il 13 novembre 1881 un uomo entra in un villaggio del west e piazza davanti alla casa di Sam Hawkins una croce con il suo nome. Quando Hawkins esce non gli lascia neppure il tempo di estrarre la pistola e lo uccide. Il pistolero è Django, l'unico sopravvissuto al massacro di un intero reparto di sudisti da parte delle truppe nordiste riuscito grazie al tradimento di tre ufficiali, avvenuto 16 anni prima. Terminata la guerra di Secessione si è messo alla ricerca dei traditori per vendicare la morte dei compagni. Dopo aver ucciso anche il secondo affronta il terzo, Rod Murdock, che nel frattempo è divenuto un ricco possidente. Terrorizzato dalla sorte toccata ai suoi vecchi compagni d'armi e di tradimento cerca di anticipare le mosse dell'uomo riemerso come un fantasma dal passato e affida la difesa della propria incolumità a una nutrita schiera di pistoleri di professione che mettono sotto controllo l'intero territorio.
Nel frattempo, mentre è in viaggio per raggiungere il rifugio del suo avversario, Django salva la vita di Alida, la moglie dello psicopatico Luke, fratello di Rod. Quest'ultimo, per difendersi meglio decide anche di abbandonare la sua villa e trasferirsi nel villaggio più vicino la cui popolazione viene brutalmente sgomberata dai suoi uomini sotto la minaccia delle armi. Inizia così un difficile resa dei conti nella quale Django si ritrova da solo in un territorio ostile e deve ricorrere a tutta la sua astuzia e la sua abilità per sopravvivere.